# زیان (خاش)
زیان یا زهیان روستایی در دهستان کهنوک بخش ایرندگان شهرستان خاش استان سیستان و بلوچستان ایران است.

## جمعیت
بر پایه سرشماری عمومی نفوس و مسکن در سال ۱۳۹۵ جمعیت این روستا ۷۱ نفر (۲۱خانوار) بوده‌است.